# Canton de Tence
Le canton de Tence est un ancien canton français, située dans le département de la Haute-Loire en région Auvergne.

## Composition
Le canton de Tence groupait six communes :
- Le Chambon-sur-Lignon : 2 662 habitants
- Chenereilles : 280 habitants
- Le Mas-de-Tence : 167 habitants
- Mazet-Saint-Voy : 1 072 habitants
- Saint-Jeures (Sant Gèire): 875 habitants
- Tence (Tença): 3 272 habitants

## Géographie
Le canton de Tence était situé dans l'est du Velay.

## Histoire
Le canton a été supprimé en mars 2015 à la suite du redécoupage des cantons du département :
- Le Chambon-sur-Lignon et Mazet-Saint-Voy sont rattachées au canton de Mézenc, cette première commune étant le bureau centralisateur du nouveau canton ;
- Chenereilles, Le Mas-de-Tence, Saint-Jeures et Tence au canton de Boutières, cette dernière commune étant aussi le bureau centralisateur du nouveau canton.

## Représentation

### Conseillers généraux de 1833 à 2015
| Période                          | Identité                                        | Parti              | Qualité |
| -------------------------------- | ----------------------------------------------- | ------------------ | --- |
| Toutes les données sont connues. |                                                 |                    | |
| 1833-1839                        | Pierre-Augustin Cuoq,                           | Opposition modérée | Conservateur des hypothèques à Yssingeaux Député (1834-1837) |
| 1839-1845                        | Baron Gabriel de la Roque (1797-1877)           |                    | Ancien Sous-Préfet, propriétaire à Tence |
| 1845-1848                        | Pierre-Augustin Cuoq                            | Opposition modérée | Conservateur des hypothèques à Yssingeaux |
| 1848-1852                        | Louis Auguste de la Fayolle de Mars             | Droite             | Propriétaire Maire de Tence |
| 1852-1861                        | Charles Delair                                  |                    | Procureur Impérial près le Tribunal du Puy-en-Velay |
| 1861-1869                        | Louis Auguste de la Fayolle de Mars (1812-1882) | Droite             | Propriétaire Maire de Tence |
| 1869-1874                        | Pierre-Louis Laroue (1836-1920)                 | Républicain        | Conseiller municipal de Saint-Voy |
| 1874-1882 (décès)                | René de La Fayolle de Mars                      | Droite             | Maire de Tence |
| 1882-1898                        | Pierre-Louis Laroue                             | Républicain        | Notaire Maire de Mazet-Saint-Voy (1884-1904) |
| 1898-1904                        | Eugène Soubeyran (1843-1924)                    | Républicain        | Propriétaire Maire du Chambon-sur-Lignon (1881-1890 et 1900-1902) |
| 1904-1910                        | Pierre-Louis Laroue                             | Républicain        | Ancien Maire de Mazet-Saint-Voy |
| 1910-1934                        | Ernest Joubert-Peyrot                           | Rad.               | Notaire à Tence, conseiller d'arrondissement Député (1914-1919) |
| 1934-1940                        | Charles Guillon                                 | Rad.               | Pasteur Maire du Chambon-sur-Lignon (1931-1941 et 1944-1959) |
|                                  |                                                 |                    | |
| 1942-1945                        | Antoine Frachette (1873-1947)                   |                    | Moulinier en soieries Maire de Tence (1925-1944) Nommé conseiller départemental en 1942 |
|                                  |                                                 |                    | |
| 1945-1961                        | Charles Guillon (1883-1965)                     | Rad.               | Pasteur Juste parmi les nations Maire du Chambon-sur-Lignon (1931-1941 et 1944-1959) Président du Conseil général (1945-1948) Délégué français auprès de la Croix-Rouge internationale à Genève |
| 1961-1967                        | Paul Chaudier                                   | SFIO               | Maire du Chambon-sur-Lignon (1959-1971) |
| 1967-1972 (démission)            | Raoul Barreau                                   | dvg                | Médecin |
| 1972-1979                        | Raymond Vincent                                 | dvg                | Chirurgien-dentiste Maire du Chambon-sur-Lignon (1971-2001) |
| 1979-1985                        | Émile Guilhot                                   | dvg                | Directeur de société Maire de Mazet-Saint-Voy |
| 1985-2011                        | Jean-Marc Digonnet                              | dvd                | Négociant en meubles Ancien vice-président du Conseil Général maire de Tence (1981-2001 et 2008-2012)                                                                                           |
| 2011-2015                        | Jacqueline Decultis                             | EELV               | Cadre supérieur du secteur privé Maire de Tence (2001-2008) Infirmière de formation actuellement cadre de santé à l'ADMR                                                                        |

### Conseillers d'arrondissement (de 1833 à 1940)
Le canton de Tence avait deux conseillers d'arrondissement.
| Période                                  | Période           | Identité                                      | Étiquette                | Qualité |
| ---------------------------------------- | ----------------- | --------------------------------------------- | ------------------------ | --- |
| 1833                                     | 1833 (décès)      | Jean Annet Mathieu de Panelier (1752-1833)    |                          | Notaire à Saint-Voy                                                                                         |
| 1833                                     | 1833 (annulation) | Jean Jacques Maurin (1777-1850)               |                          | Juge de paix à Tence                                                                                        |
| 1834                                     | 1845              | M. de Panelier                                |                          | Notaire à Tence                                                                                             |
| 1834                                     | 1842              | Pierre Antoine Ferrapie de Laniel (1782-1844) |                          | Propriétaire rentier à Tence                                                                                |
| 1842                                     | 1848              | Isidore Laroue fils                           |                          | Propriétaire rentier, maire de Saint-Voy                                                                    |
| 1845                                     | 1848              | M. Lambert                                    |                          | Propriétaire à Tence                                                                                        |
|                                          |                   |                                               |                          | |
|                                          | 1885 (décès)      | M. Peyrot                                     |                          | |
| 10 mai 1885                              |                   | Jules Constant Drevet                         | Républicain              | Banquier à Tence                                                                                            |
|                                          |                   |                                               |                          | |
| 1901                                     | 1910              | Ernest Joubert-Peyrot                         | Rad.                     | Notaire à Tence                                                                                             |
|                                          |                   |                                               |                          | |
| 1925                                     | 1931              | M. Pradier                                    |                          | |
| 1931                                     | 1940              | M. Salque                                     | Rad.anti-Front Populaire | Suppléant du juge de paix                                                                                   |
| 1940                                     |                   |                                               |                          | Les conseils d'arrondissement ont été suspendus par la loi du 12 octobre 1940 et n'ont jamais été réactivés |
| Les données manquantes sont à compléter. |                   |                                               |                          | |

## Démographie
| 1962  | 1968  | 1975  | 1982  | 1990  | 1999  | 2006  | 2011  | 2012  |
| ----- | ----- | ----- | ----- | ----- | ----- | ----- | ----- | ----- |
| 9 651 | 8 899 | 8 277 | 7 783 | 7 852 | 7 734 | 8 279 | 8 360 | 8 351 |